# Авги (дем Кожани)
Вижте пояснителната страница за други значения на Авги.
Авги или Иделова (на гръцки: Αυγή, до 1955 година Αβλιάνα, Авлияна, до ноември 1927 година Αγία Άννα, Агия Ана, до януари 1927 Ιντέλοβα, Иделова) е село в Гърция, в дем Кожани, област Западна Македония.

## География
Авги е разположено на 880 m надморска височина, в планината Скопос източно от Кожани.

## История

### В Османската империя
В края на XIX век Иделова е турско село в Кожанска каза на Османската империя. Според статистиката на Васил Кънчов („Македония. Етнография и статистика“) през 1900 година в Адилъ Ова, Кожанска каза, има 260 турци.
На Етнографската карта на Битолския вилает на Картографския институт в София от 1901 година Адил Ова е чисто турско село в Кожанската каза на Серфидженския санджак с 44 къщи.
Според статистика на Серфидженския санджак на гръцкото консулство в Еласона от 1904 година в Адил оваси (Αδίλ οβασί), Кожанска каза, живеят 250 турци.

### В Гърция
През Балканската война в 1912 година в селото влизат гръцки части и след Междусъюзническата в 1913 година остава в Гърция. В 1913 година селото (Ιντέλοβα) има 353 жители. През 20-те години населението му се изселва в Турция и на негово място са настанени туркогласни бежанци от Турция. В 1928 година селото е изцяло бежанско с 42 семейства и 173 жители бежанци.
През януари 1927 година името на селото е сменено на Агия Ана, а през ноември същата година – на Авлияна. В 1955 година селото е прекръстено отново, този път на Авги.
Селото пострадва силно по време на Втората световна и Гражданската война.
Населението традиционно произвежда жито, тютюн и други земеделски продукти, като се занимава частично и със скотовъдство.
| Име       | Име          | Ново име  | Ново име   | Описание          |
| --------- | ------------ | --------- | ---------- | ----------------- |
| Кара Дуну | Καρά Ντουνοΰ | Фламбурия | Φλαμπουριά | връх на Ю от Авги |

| Година    | 1913 | 1920 | 1928 | 1940 | 1951 | 1961 | 1971 | 1981 | 1991 | 2001 | 2011 | 2021 |
| --------- | ---- | ---- | ---- | ---- | ---- | ---- | ---- | ---- | ---- | ---- | ---- | ---- |
| Население | 353  | 424  | 226  | 280  | 19   | 193  | 97   | 69   | 73   | 26   | 20   | 17   |